# North River Tunnels
A North River Tunnels egy vasúti alagútpár, amely az Amtrak és a New Jersey Transit személyszállító vonalait vezeti a Hudson folyó alatt a New Jersey állambeli Weehawken és a New York-i Pennsylvania Station között Manhattanben. A Pennsylvania Railroad (PRR) 1904 és 1908 között építtette őket, hogy vonatai elérhessék Manhattant, és 1910 végén nyitották meg a forgalom előtt.
Az alagutak óránként és irányonként legfeljebb 24 átkelést tesznek lehetővé, és csúcsidőben közel a kapacitásukhoz működnek. Az alagutak 2012-ben árvízkárokat szenvedtek, ami gyakori késéseket okozott a vonatközlekedésben. 2014 májusában az Amtrak kijelentette, hogy 20 éven belül az egyik vagy mindkét alagutat le kell majd állítani. 2021 májusában az Amerikai Egyesült Államok Közlekedési Minisztériuma (USDOT) jóváhagyta két új alagút építését. Az új alagutakat a tervek szerint 2035-ben nyitják meg, a régi alagutak rehabilitációja pedig 2038-ra fejeződik be.

## Története

### Kontextus
A PRR a United New Jersey Railroad and Canal Company 1871-es bérbeadásával megszilárdította a New Jersey vasúttársaságok feletti ellenőrzését, és hálózatát Philadelphiától északra, Jersey Cityig terjesztette ki. A Hudson folyón való átkelés továbbra is akadályt jelentett; keleten a Long Island Rail Road (LIRR) az East Rivernél ért véget. Mindkét esetben az utasoknak át kellett szállniuk a Manhattanbe tartó kompokra. Ez hátrányos helyzetbe hozta a PRR-t fő versenytársával, a New York Central Railroaddal szemben, amely már kiszolgálta Manhattant.
Miután sikertelenül próbálkoztak a Hudson folyó feletti híd létrehozásával, a PRR és a LIRR 1892-ben a New York Tunnel Extension projekt részeként több javaslatot dolgozott ki a regionális vasúti összeköttetés javítására. A javaslatok között szerepeltek új alagutak Jersey City és Manhattan között, és esetleg egy Brooklyn felé; egy új terminál Manhattan belvárosában mind a PRR, mind a LIRR számára, a Hudson Tubes (későbbi nevén PATH) befejezése, valamint egy hídjavaslat. Ezek a javaslatok végül a századfordulón valósultak meg, amikor a PRR leányvállalatokat hozott létre a projekt irányítására. Az 1902. február 13-án bejegyzett Pennsylvania, New Jersey and New York Railroad volt hivatott felügyelni az északi folyami alagutak építését. A PNJ&NY a Meadows Divisiont is irányította volna, amely a New Jersey-i oldalon a North River Tunnel megközelítéseinek építésével foglalkozott volna.
Az 1901 júniusában közzétett eredeti javaslat a PRR és a LIRR Midtown-i termináljára vonatkozóan egy híd építését irányozta elő a Hudson folyón a 45. és az 50. utca között Manhattanben, valamint két, egymástól közel eső terminál építését a LIRR és a PRR számára. Ez lehetővé tenné, hogy az utasok átszállás nélkül utazhassanak Long Island és New Jersey között. 1901 decemberében a terveket úgy módosították, hogy a PRR a Hudson folyó alatt építené meg a North River Tunnels alagutat, a Hudson folyó fölötti híd helyett. 1901 decemberében a PRR a költségekre és a telekértékre hivatkozott, mint a híd helyett az alagút építésének indokára, mivel az alagút költségei egyharmadát tennék ki egy hídénak. Maguk az északi folyami alagutak kettő és négy közötti acélcsőből állnának, amelyek átmérője 18,5-19,5 láb (5,6-5,9 m) lenne. A New York-i alagút meghosszabbítása gyorsan ellenállást váltott ki a New York City Board of Rapid Transit Commissioners (New York Városi Gyorsvasútügyi Bizottság) részéről, akik kifogásolták, hogy nem lenne joghatóságuk az új alagutak felett, valamint az Interborough Rapid Transit Company részéről, amely a New York-i alagút meghosszabbításában a még nem teljes gyorsvasúti szolgáltatásuk potenciális versenytársát látta. 1902 decemberében a New York City Board of Aldermen 41-36-os szavazással hagyta jóvá a projektet. A projektet a New York City Board of Aldermen (New York Városi Tanács) hagyta jóvá. Az északi és az East River alagutat a saját folyók medre alatt kellett volna megépíteni. A PRR és a LIRR vonalak a New York Penn Stationnél futottak volna össze, amely egy hatalmas Beaux-Arts épület volt Manhattanben a 31. és a 33. utca között. Az egész projekt várható költségét több mint 100 millió amerikai dollárra becsülték.